# Platyrrhinus recifinus
Platyrrhinus recifinus es una especie de murciélago de la familia Phyllostomidae.

## Distribución geográfica
Se encuentra en Sudamérica. En Recife - Brasil.